# Jāzeps Vītols
Jāzeps Vītols (en alemán: Joseph Wihtol, en ruso: Иосиф Иванович Витоль, ‘Josef Ivanóvich Vitol’, Valmiera, Imperio ruso, 26 de julio de 1863-Lübeck, Ocupación aliada de Alemania, 24 de abril de 1948) afamado compositor letón, crítico musical de St Petersburger Zeitung de 1897 a 1914. Da nombre a la Academia Letona de Música Jāzeps Vītols.

## Biografía

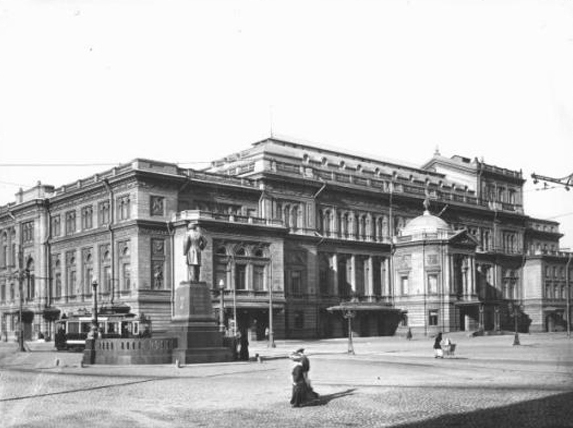
Conservatorio de San Petersburgo, 1913.

Vītols era hijo de un maestro de escuela y comenzó sus estudios en composición musical en 1880 en el Conservatorio de San Petersburgo con Nikolái Rimski-Kórsakov. Tras graduarse en 1886, se quedó en el coservatorio impartiendo clases. Entre sus alumnos están Nikolái Miaskovski o Serguéi Prokófiev y era muy amigo de sus colegas profesores Aleksandr Glazunov y Anatoli Liádov;  y participaba regularmente en los "Viernes Semanales" de Mitrofán Beliáyev.
En 1918, regresó de Rusia a la de nuevo independiente Letonia para dirigir la Ópera Nacional de Letonia. Al año siguiente, estrenó el primer conservatorio musical letón, que más tarde llevaría su nombre y donde impartió clase de 1919 a 1944, entre sus alumnos más destacados de esta época están Jānis Ivanovs o Ādolfs Skulte.  
En 1944, se mudó a Lübeck a causa de la Segunda Guerra Mundial, donde falleció, sus restos reposan en Riga desde 1993.

## Estilo
Como sus colegas rusos, Vītols era un exponente del romanticismo nacional en su caso de Letonia y se le considera el padre de la música clásica distintiva letona. En sus obras, se revela la influencia de su maestro Rimski-Kórsakov.